# Josh Navidi

a Compétitions nationales et continentales officielles uniquement.

b Matchs officiels uniquement.
Dernière mise à jour le 21 avril 2023.
Josh Navidi, né le 30 décembre 1990, est un joueur international gallois de rugby à XV évoluant au poste de troisième ligne aile et de troisième ligne centre.

## Biographie
Le père de Josh Navidi est iranien et sa mère est galloise[réf. nécessaire].
En janvier 2013, il est sélectionné dans le groupe de l'équipe du pays de Galles pour le Tournoi des Six Nations 2013. 
En mai 2013, il est de nouveau convoqué dans le groupe des Gallois pour la tournée estivale au Japon. Il fait ses débuts internationaux contre le Japon le 15 juin 2013 en tant que titulaire en troisième ligne aile côté ouvert (n°7).
Le 16 juillet 2022, il se blesse lors d'un test match en déplacement face à l'Afrique du Sud. Atteint selon son club d'une « blessure grave au cou », il ne peut reprendre son sport par la suite en compétition. Finalement, il officialise le 20 avril 2023 la fin de sa carrière sportive.